# 吉松機関区

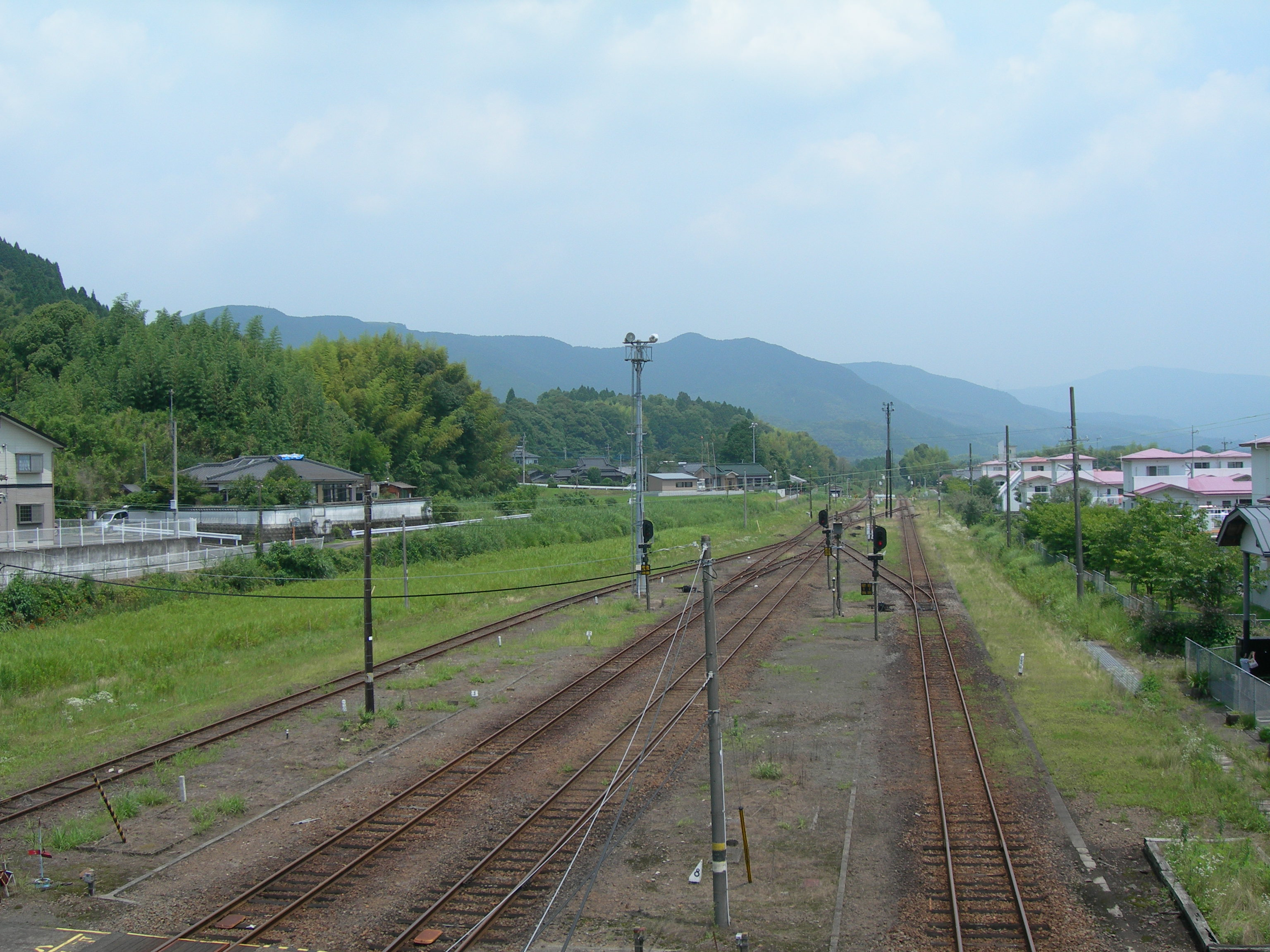
機関区跡地（2009年7月）

吉松機関区（よしまつきかんく）は、かつて鹿児島県姶良郡吉松町（現同郡湧水町）の日本国有鉄道（国鉄。現九州旅客鉄道（JR九州））吉松駅に隣接して存在した機関区（車両基地）である。
肥薩線・吉都線・山野線で運用される蒸気機関車が所属した。

## 沿革
- 1903年（明治36年）9月 - 官設鉄道鹿児島線が吉松駅まで延伸開業した際に吉松機関庫として開設。
- 1974年（昭和49年）4月27日 - 吉都線での蒸気機関車運用終了。
- 1974年（昭和49年）12月16日 - 山野線直通貨物列車牽引機がC12形・C56形からDD16形に置き換えられ、本区配置の蒸気機関車の本線運用終了。
- 1987年（昭和62年）3月1日 - 吉松運転区に改組[1]。この時点では既に車両配置はなく乗務員区となっていた。
- 1987年（昭和62年）4月1日 - 国鉄分割民営化に伴い、JR九州に継承される。
- 1992年（平成4年）6月1日 - 霧島高原鉄道事業部発足に伴い、同事業部吉松運輸センターとなる。
- 2008年（平成20年）4月1日 - 鹿児島鉄道事業部との統合により、霧島高原鉄道事業部廃止。

## 所属車両
- 蒸気機関車
- 5700形 -（在籍1931年）

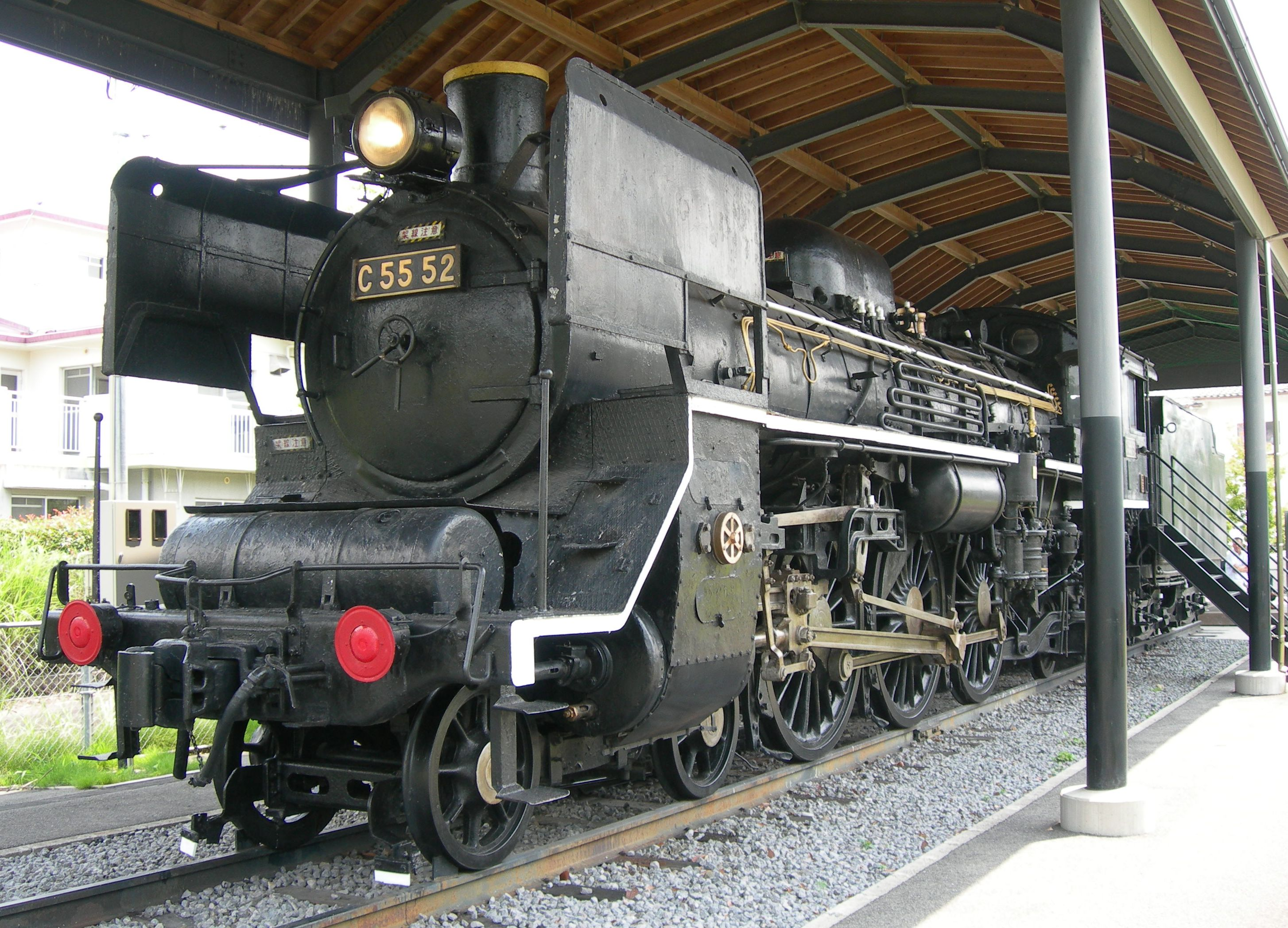
保存中のC55形52号機（2009年7月）

- 8620形 -（在籍1931年-1963年）
- 9600形 -（在籍1933年-1937年）
- B50形 -（在籍1933年）
- C12形 -（在籍1933年-1937年）
- C50形 -（在籍1943年）
- 8550形 -（在籍1949年）
- C51形 -（在籍1953年-1965年）
- C55形 -（在籍1963年-1965年）- 本区配置の52号機が廃車後吉松駅前に保存されている。
- C56形 -（在籍1965年） - 山野線等で運用。本区配置の91号機と92号機はお召し列車牽引機として運転されたことがある[2]。
- C57形
- D51形
- 「国鉄動力車配置表』1931年より1965年までの1945年を除く隔年分から『世界の鉄道』1967年、朝日新聞社

### 所属車両の車体に記されていた記号
- 「吉」 - 吉松を意味する「吉」からなる。

## 乗務員の乗務範囲
1987年4月1日時点
気動車乗務員のみ。
- 肥薩線（人吉 - 隼人）
- 日豊本線（宮崎 - 都城、隼人 - 西鹿児島）
- 鹿児島本線（出水 - 水俣）
- 吉都線（全線）
- 山野線（全線）